# Виленбах
Виленбах (њем. Wielenbach) општина је у њемачкој савезној држави Баварска. Једно је од 34 општинска средишта округа Вајлхајм-Шонгау. Према процјени из 2010. у општини је живјело 3.136 становника. Посједује регионалну шифру (AGS) 9190159.

## Географски и демографски подаци
Виленбах се налази у савезној држави Баварска у округу Вајлхајм-Шонгау. Општина се налази на надморској висини од 540–650 метара. Површина општине износи 33,0 km². У самом мјесту је, према процјени из 2010. године, живјело 3.136 становника. Просјечна густина становништва износи 95 становника/km².